# Albin Van Renterghem
Albin Van Renterghem (Assebroek, 15 mei 1887 - 15 april 1956) was burgemeester van de Belgische gemeente Assebroek van 1922 tot 1956.

## Levensloop
Van Renterghem was de zoon van Emile Van Renterghem en Rosalie Ballegeer. Emile werd in 1895 tot raadslid verkozen. Albin werd na de verkiezingen van 1921 raadslid en schepen. Hij werd burgemeester in 1922, als opvolger van Jules Wagner.
Bij de verkiezingen van oktober 1926 behaalde hij acht zetels, tegen twee voor de socialisten en een voor een dissidente christelijke lijst. Bij de verkiezingen van 1932 bleef hij amper overeind, met vijf zetels tegen vier voor de socialisten en twee voor de dissidente lijst van Henri De Smet. Hij sloot een coalitie en bleef burgemeester. In 1938 sloot hij een kartel met aanhangers van Rex en van het VNV en behaalde zes zetels, tegen vier voor de socialisten en een voor de lijst van Henri Desmet. Tijdens die periode (1920-1940) verdubbelde het aantal inwoners van Assebroek, van 5.400 naar 10.500.
Tijdens de Tweede Wereldoorlog bleef het vooroorlogse schepencollege in Assebroek nog een tijd in functie. Nochtans, dat burgemeester Van Renterghem geen vriend van de Nieuwe Orde was, was voldoende bekend. Hij hield voor het laatst een genotuleerde zitting van het schepencollege op 31 maart 1941. Op 20 april 1942 werd hem, zonder dat hiervoor een reden werd gegeven, ambtsverbod opgelegd, dat op 1 mei van kracht werd.
Tot waarnemend burgemeester werd schepen Arthur Van Loo (VNV) aangesteld. Dit was maar een tijdelijke regeling om de maanden te overbruggen totdat Groot-Brugge tot stand kwam en de zelfstandige gemeente Assebroek in oktober 1942 ophield te bestaan.
Na de Bevrijding nam Van Renterghem het ambt weer op en bestuurde nog zestien jaar de gemeente. Bij de verkiezingen van 1946 en 1952 behaalde zijn CVP-lijst telkens zeven zetels. In de aanzienlijk vernieuwde groep bevonden zich Jacques Kervyn, Georges Van Steekiste en Gregoire De Bouvere. In 1946 ging het nog om 11 zetels, waarvan de socialisten er vier behaalden en in 1952 om dertien zetels waarvan de socialisten en zes behaalden. Hij werd opgevolgd door Jacques Kervyn de Marcke ten Driessche.
Van Renterghem bleef vrijgezel en wijdde zijn beste krachten aan het besturen van zijn gemeente. Een van zijn neven was de internationale voetballer Robert Braet.
In zitting van 9 april 1963 besliste het schepencollege de naam van Albin Van Renterghem aan een straat te geven. Men koos hiervoor een nieuwe straat, zijstraat van de Daverlostraat, die paalde aan de 35 huisjes voor bejaarden die met een legaat van de voormalige burgemeester waren gebouwd.